# تششمة بلوقو (مقاطعة فيروزآباد)
تششمة بلوقو (بالفارسية: چشمه بلوقو) هي قرية تقع في قسم خواجه‌اي الريفي في إيران. يقدر عدد سكانها بـ 33 نسمة .